# Oyakodon

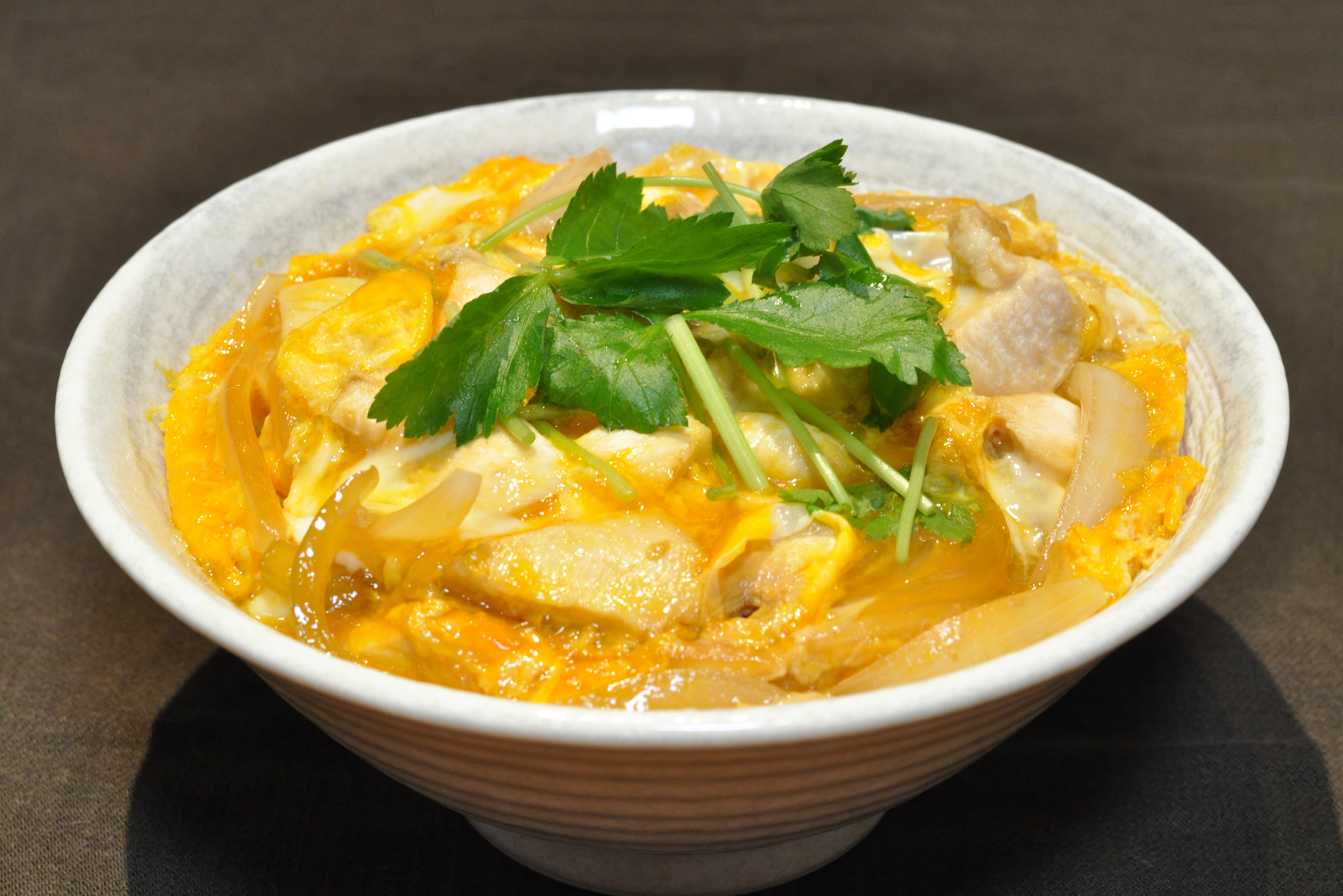
Oyakodon.

El oyakodon (親子丼?), literalmente cuenco (don) de madre (oya) e hijo (ko), es un donburi o tazón de arroz japonés que se prepara cociendo a fuego lento pollo, huevo, cebolleta y otros ingredientes juntos en una salsa, sirviéndolos luego sobre un cuenco grande de arroz. El nombre del plato es una metáfora poética del hecho de que se usa pollo y huevo en él. En Japón el oyakodon suele servirse en restaurantes soba y otros locales tradicionales.
La salsa en la que se cuece el oyakodon varía según la temporada, ingrediente, región y gusto del cocinero. Una salsa típica puede consistir en dashi condimentado con shoyu y mirin. Las proporciones cambian, pero suele haber de 3 a 4 veces más dashi que shoyu y mirin.
Para preparar el plato, se corta el pollo y otros ingredientes en trozos adecuados para comer. Se calienta un cuarto de taza de salsa en una pequeña sartén, se añade el pollo (y cebolla amarilla cortada, si se desea) y se deja cocer a fuego lento hasta que el pollo está cocinado. Entonces se añade cebolleta y otros ingredientes. Cuando todo está listo, se vierten uniforme y lentamente sobre el plato 1 o 2 huevos ligeramente batidos. Cuando éstos están casi listos, se pone el contenido de la sartén sobre un cuenco grande con arroz caliente. El calor del arroz terminará de cocer los huevos.
Otros varios platos japoneses siguen el tema madre e hijo del oyakodon. El tanindon (他人丼?), literalmente ‘cuenco extraño’, es idéntico salvo porque cambia el pollo por ternera. Un plato de salmón y hueva servidos crudos sobre arroz se conoce como sake oyakodon (鮭親子丼?).

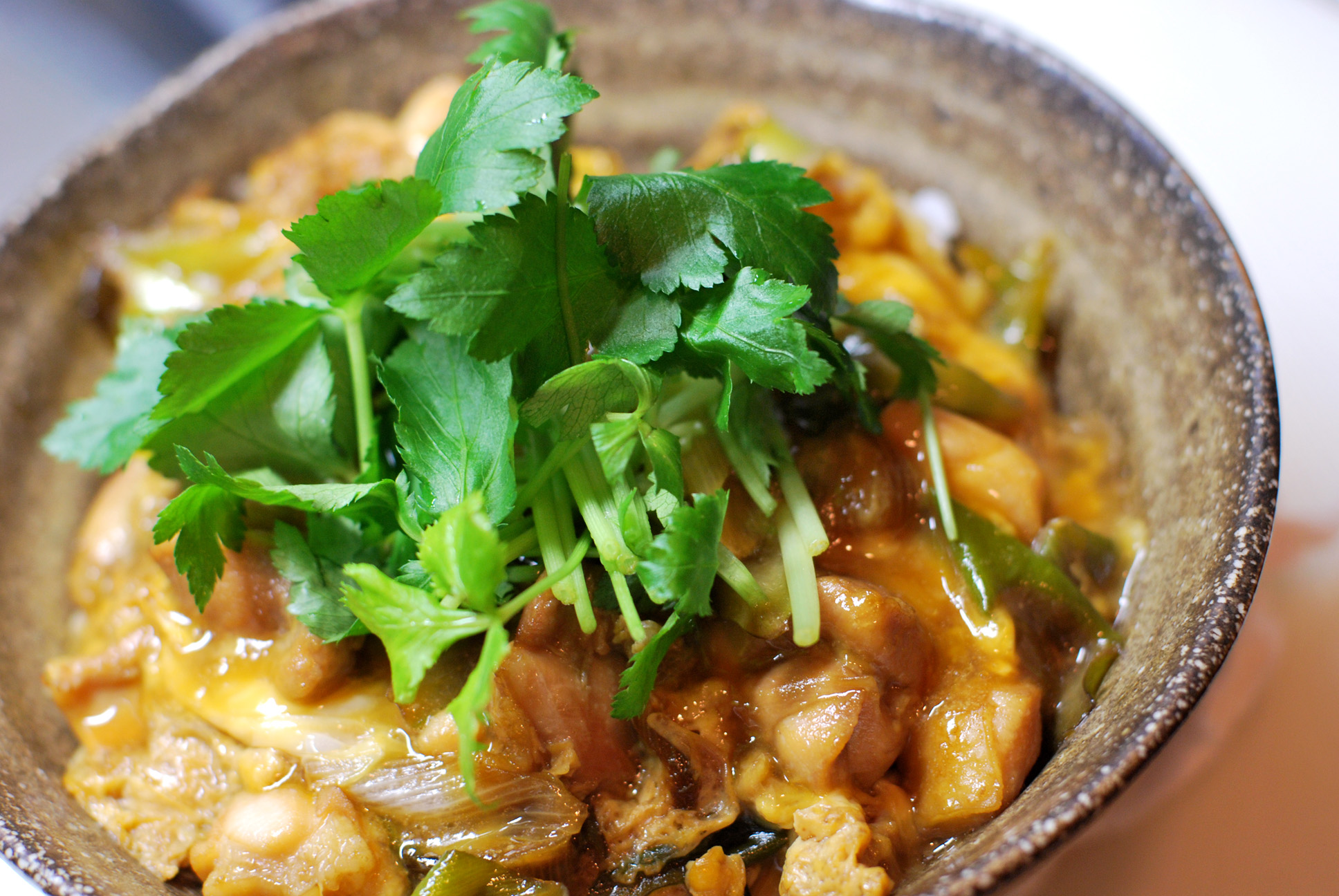
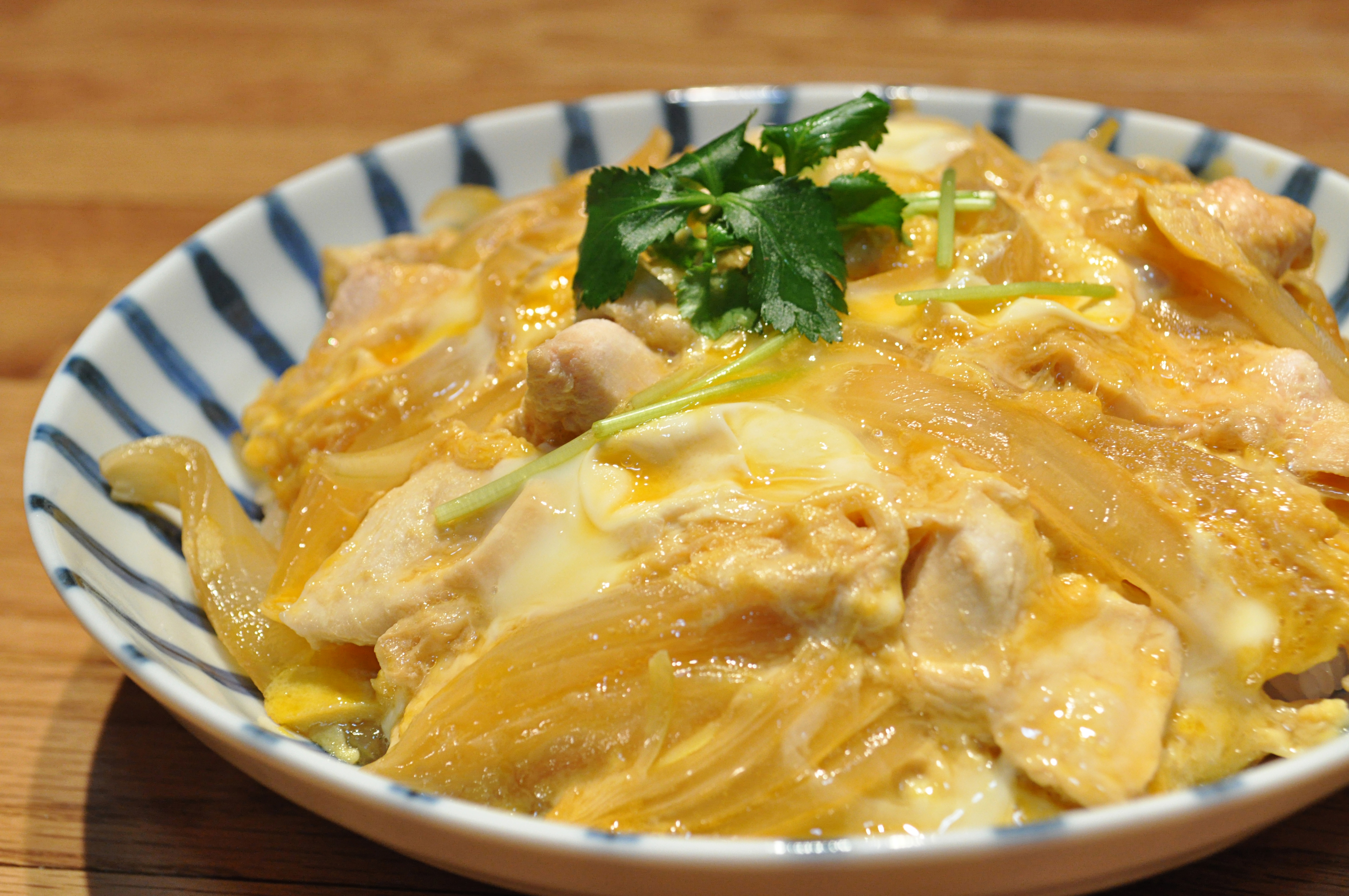
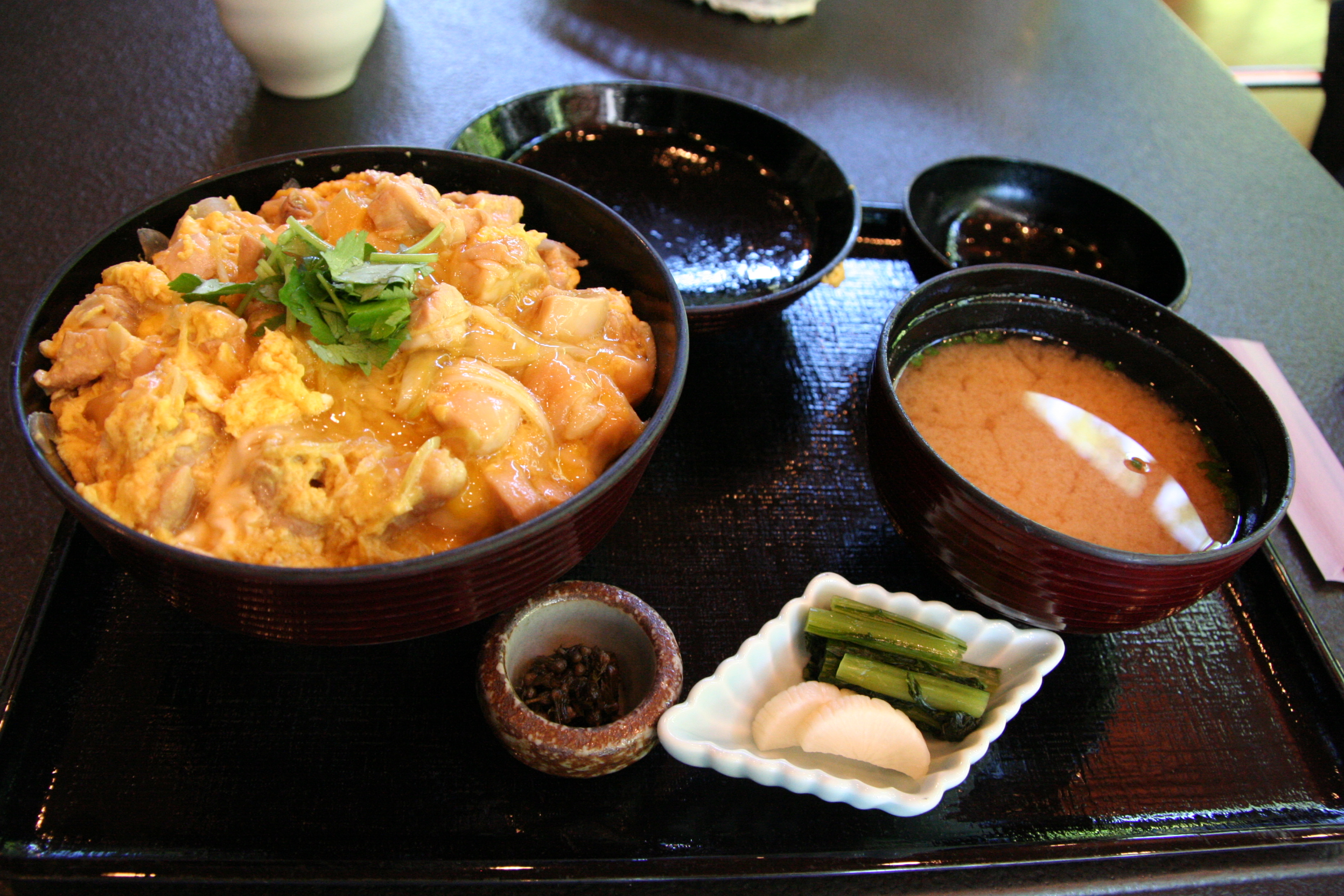